# 伊格爾維爾 (內華達州米納勒爾縣)
伊格爾維爾（英語：Eagleville）是位於美國內華達州米納勒爾縣的鬼鎮。

## 歷史
伊格爾維爾的郵局於1889年設立，其後於1913年停運。

## 地理
伊格爾維爾所處的海拔為高於海平面1695米（即5561英呎），而該地所採用的時區為UTC-8，即太平洋时区（PST）。同時該地設有夏令時間，為UTC-8調快一小時，即UTC-7（PDT）。